# Michael Hahn (politiker)
George Michael Hahn, född 24 november 1830 i Klingenmünster i Pfalz i kungadömet Bayern (idag i Rheinland-Pfalz), död 15 mars 1886 i Washington, D.C., var en tysk-amerikansk jurist,  politiker och publicist. Han var mellan 1864 och 1865 guvernör i den del av Louisiana som ockuperades av nordstatsarmén. Han var ledamot av USA:s representanthus 1862–1863 och på nytt från 1885 fram till sin död. Han var först unionist och senare republikan.
Hahn kom till USA med sin mor efter faderns död. Efter juridikstudier inledde han 1851 sin karriär som advokat i New Orleans. Efter att nordstaterna 1862 i amerikanska inbördeskriget ockuperade en del av Louisiana valdes Hahn till representanthuset. Han återvände 1863 till Louisiana och var verksam inom tidningsbranschen. Följande år efterträdde han George F. Shepley som guvernör och innehade ämbetet i den av nordstaterna ockuperade delen av Louisiana fram till inbördeskrigets slut. Hahn var ansvarig utgivare för New Orleans Daily Republican 1867–1871. Mellan 1879 och 1885 var Hahn verksam som domare och tillträdde sedan på nytt som kongressledamot. Anglikanen Hahn avled 1886 i ämbetet och gravsattes på Metairie Cemetery i New Orleans.